# The Road to Ballina
The Road to Ballina  is het vijfde album van de Britse progressieve rock musicus Jakko M. Jakszyk.
Op het album vertelt Jakko Jakszyk in de nummers het verhaal van zijn vroege jeugd.

## Tracklist
1. Introduction - 1:35
2. The Road to Ballina - 2:15
3. Camille's Story, Pt. 1: Childhood in Paris - 3:42
4. Camille's Story, Pt. 2: Marriage in... - 3:42
5. Norbert's Story, Pt. 1: Ruda - 5:41
6. Norbert's Story, Pt. 2: The German Army - 5:36
7. I Wanted a Child - 4:52
8. My Story, Pt. 1: The House Was Always... - 6:26
9. My Story, Pt. 2: I Wondered Who the Hell I - 4:19
10. Walking Across Birkenau - 1:08
11. Reprise - 2:14
12. Return to Ballina - 5:32

alle nummers zijn geschreven door Jakko Jakszyk

## Bezetting
- Jakko M. Jakszyk: zang, gitaar, keyboard, dwarsfluit

met medewerking van:
- Mark King basgitaar
- Gavin Harrison slagwerk
- Gary Barnacle saxofoon